# Willem Cornelisz. Duyster
Willem Cornelisz. Duyster (1599, Amsterdam - 1635, Amsterdam) est un peintre néerlandais du siècle d'or. Il est connu pour ses peintures de scènes de genre et de portraits, très souvent représentant des soldats.

## Biographie
Willem Cornelisz. Duyster est né en 1599 à Amsterdam aux Pays-Bas et y est baptisé le 30 août 1599.
Il tire son patronyme du nom de sa maison qui se situe dans la rue Koningstraat à Amsterdam et s'appelle "De Duystere Werelt", le monde obscur. Il étudie la peinture auprès du peintre Pieter Codde. Il est le beau-frère à double titre du peintre Simon Kick qui épouse sa sœur Christina Duyster en secondes noces, le même jour que son propre mariage avec la sœur de Simon Kick en 1631. Il fait montre d'un talent réel à dépeindre les personnages et leurs expressions, ainsi qu'à représenter avec précision les objets, en particulier les textiles.
Il meurt à l'âge de trente-cinq ans de la peste en 1635 à Amsterdam et y est enterré le 30 janvier 1635.

## Œuvres
- Le rassemblement musical[2], Rijksmuseum, Amsterdam
- Portrait familial avec un homme en noir, probablement Joos Banckert (1599-1647) et sa famille[3], Rijksmuseum, Amsterdam
- Portrait d'un homme[4], Rijksmuseum, Amsterdam
- Portrait d'une femme[5], Rijksmuseum, Amsterdam
- Les joueurs de trictrac[6], Rijksmuseum, Amsterdam
- Une cérémonie de mariage, traditionnellement appelé le mariage d'Adriaen Ploos van Amstel et Agnes van Bijler, 1616[6], Rijksmuseum, Amsterdam
- Les Maraudeurs, entre 1630 et 1635, Louvre, Paris